# 双盛街道
双盛街道，是中华人民共和国辽宁省盘锦市双台子区下辖的一个乡镇级行政单位。

## 行政区划
双盛街道下辖以下地区：
曙光社区、上稍子村、宋家村和谷家村。